# Carex hovarum
Carex hovarum är en halvgräsart som beskrevs av Henri Chermezon. Carex hovarum ingår i släktet starrar, och familjen halvgräs. Inga underarter finns listade i Catalogue of Life.